# Người Adyghe
Thuật ngữ Người Adyghe hay người Adygea (tiếng Adygea: Адыгэ, Adygè; tiếng Nga: Адыги, Adygi; sn. Адыгейцы, Adygeytsy) được sử dụng để chỉ những người nói một thổ ngữ tiếng Circassia ở Bắc Kavkaz. Tên Adyghe còn được phiên âm là Adyga, Adyge, Adygei, Adyghe, Attéghéi,.. được cho là bắt nguồn từ atté "height" biểu thị người vùng cao hoặc người miền núi, còn ghéi "biển" để chỉ người làm ăn sinh sống ở miền núi non gần bờ biển".
Adyghe cũng được sử dụng để mô tả những người nói tiếng Adyghe hoặc 'Tây Circassia'. Dân tộc Adyghe có 10 bộ lạc Adyghe (hoặc nhóm phụ) , còn người Circassia chia ra 12 bộ lạc Circassia. Mỗi bộ lạc có tên gọi riêng. Trong số đó bốn bộ lạc nói các phương ngữ Adyghe hiểu lẫn nhau được, là Abzakh, Bzhedug, Temirgoy và Shapsug.
Hầu hết người Adyghe ở Nga là cư dân của Cộng hòa Adygea, một chủ thể liên bang của Nga nằm ở phía tây nam của nước Nga thuộc Châu Âu, được bao bọc trong Krasnodar Krai. Tên của họ cũng được hiển thị là Adyge (tiếng Nga: Адыгейцы). Ngoài ra còn có một số lượng nhỏ hơn sống ở các vùng xung quanh Adygea ở Krasnodar Krai.
Tuy nhiên theo thông tin của Joshua Project thì người Adyghe có tổng dân số 689.000 người cư trú ở 13 nước, đông nhất ở Thổ Nhĩ Kỳ có 350 ngàn người, trên gấp đôi số người Adyghe ở Nga.
Người Adyghe nói tiếng Adygea , còn được gọi là tiếng Tây Circassia (tiếng Adyghe: КӀахыбзэ, K’axybzæ), một ngôn ngữ thuộc ngữ hệ Tây Bắc Kavkaz. Tiếng Adygea cùng với tiếng Nga là hai ngôn ngữ chính thức ở Cộng hòa Adygea (Liên bang Nga) . Những người Adyghe ở nước khác thì nói ngôn ngữ chính thức ở đó.